# Casmonati
I Casmonati fanno parte dei popoli liguri, già citati da Plinio che ne riporta il nome elencando i popoli secondo la divisione Augustea della penisola.
Trattasi degli abitanti dell'area oggi compresa dai comuni di Camogli (Casmona) e di Recco (Ricina).
Alcuni autori classici, fanno derivare la fondazione dell'attuale Castellazzo Bormida (fino al 1498 Gamondio) dai Casmonauti. Difatti, sempre riferendosi a Plinio, lo storico Durando ne "Il Piemonte cispadano", fa discende il nome Gamondio da una corruzione lessicale del più antico Casmonium, derivante proprio dalla presunta presenza dei Casmonati.
Tale convinzione deriverebbe a ragione anche da quanto emerge negli studi relativi agli anni in cui Quinto Fulvio Flacco (figlio) eletto console, che iniziò una vera e propria campagna verso i Liguri con una vera carneficina (ventiquattomila vittime) e deportazioni (cinquemila liguri).
Dalle medesime fonti che citano il Panvinio (Verona 1530 - Palermo 1568) si evince che i Romani ebbero ad affrontare oltre ottant'anni di battaglie (alcune fonti parlano di oltre centoventi) per avere ragione sui Casmonati, che capitolarono definitivamente ai romani nell'anno romano 639, in cui il console Emilio Scauro riuscì ad imporre l'ordine romano.
Oltre alle numerose fonti riguardanti la presenza dei Casmonati nell'area alessandrina, il riferimento più precipuo si ha nella denominazione antica "Casmona" della cosiddetta "Isola" che costituisce un quartiere della Città di Camogli, ove sorge ben visibile la Basilica Minore di Santa Maria Assunta e il Castel Dragone o "della Dragonara".